# Young Artist Awards 2005
La 26ª edizione della cerimonia di premiazione dei Young Artist Awards ha avuto luogo il 30 aprile 2005 alla Sportsmen's Lodge a Studio City, Los Angeles, California.

## Candidati e vincitori
I vincitori sono indicati in grassetto. Per ogni film viene inoltre indicato tra parentesi il titolo originale.

### Miglior performance in un film

#### Giovane attore protagonista
- Jamie Bell - Undertow
- Liam Aiken - Lemony Snicket - Una serie di sfortunati eventi (Lemony Snicket's A Series of Unfortunate Events)
- Rory Culkin - Mean Creek
- Freddie Highmore - Neverland - Un sogno per la vita (Finding Neverland)
- Bobby Preston - Un'estate a tutto gas (Motocross Kids)

#### Giovane attrice protagonista
- Emmy Rossum - Il fantasma dell'Opera (The Phantom of the Opera)
- Emily Browning - Lemony Snicket - Una serie di sfortunati eventi (Lemony Snicket's A Series of Unfortunate Events)
- Dakota Fanning - Man on Fire - Il fuoco della vendetta (Man on Fire)
- Carly Schroeder - Mean Creek
- Alexa Vega - Sleepover

#### Giovane attore non protagonista
- Devon Alan - Undertow
- Cameron Bright - Birth - Io sono Sean (Birth)
- Hunter Gomez - Il mistero dei Templari - National Treasure (National Treasure)
- Malcolm David Kelley - SDF Street Dance Fighters (You Got Served)
- C. J. Sanders - Ray

#### Giovane attrice non protagonista
- Kallie Flynn Childress - Sleepover
- Shelbie Bruce - Spanglish - Quando in famiglia sono in troppi a parlare (Spanglish)
- Hannah Pilkes - The Woodsman - Il segreto (The Woodsman)
- Sarah Steele - Spanglish - Quando in famiglia sono in troppi a parlare (Spanglish)
- Kristen Stewart - Undertow

#### Giovane attore (10 anni o meno)
- Luke Spill - Neverland - Un sogno per la vita (Finding Neverland)
- Ian Hyland - Spanglish - Quando in famiglia sono in troppi a parlare (Spanglish)

#### Giovane attrice (10 anni o meno)
- Raquel Castro - Jersey Girl
- Kara e Shelby Hoffman - Lemony Snicket - Una serie di sfortunati eventi (Lemony Snicket's A Series of Unfortunate Events)

#### Giovane cast
- Freddie Highmore, Joe Prospero, Nick Roud e Luke Spill - Neverland - Un sogno per la vita (Finding Neverland)
- Josh Hutcherson, Bobby Preston, Alexa Nikolas e Wayne Dalglish - Un'estate a tutto gas (Motocross Kids)
- Sara Paxton, Mika Boorem, Sean Faris, Scout Taylor-Compton, Kallie Flynn Childress, Brie Larson, Evan Peters, Hunter Parrish, Douglas Smith, Katija Pevec, Eileen April Boylan e Ryan Slattery - Sleepover

### Miglior performance in un film internazionale

#### Giovane attore protagonista
- Yannick van de Velde - In Oranje (Paesi Bassi)
- Katie Boland - Some Things That Stay (Canada)
- Marc Donato - The Blue Butterfly (Canada)
- Jean-Baptiste Maunier - Les choristes - I ragazzi del coro (Les Choristes) (Francia)
- Andrea Rossi - Le chiavi di casa (Italia)
- Yūya Yagira - Nessuno lo sa (誰も知らない) (Giappone)

### Miglior performance in un cortometraggio
- Madison Ford - Swan Dive
- Will Bell - 17 Inch Cobras
- Jillian Clare - Chasing Daylight
- Jason Dolley - Chasing Daylight
- Megan McKinnon - Samantha's Art
- Hailey Anne Nelson - 17 Inch Cobras

### Miglior performance in un Film TV, Miniserie o Special

#### Giovane attore protagonista
- Cody Arens - Plainsong
- Dan Byrd - Salem's Lot
- David Dorfman - Viaggio nel mondo che non c'è (A Wrinkle in Time)
- Dominic Scott Kay - Babbo Natale cerca moglie (Single Santa Seeks Mrs. Claus)
- Anton Yelchin - Jack

#### Giovane attrice protagonista
- Danielle Panabaker - Il cuore di David (Searching for David's Heart)
- April Mullen - Cavedweller
- Keke Palmer - The Wool Cap - Il berretto di lana (The Wool Cap)
- Hayden Panettiere - Tiger Cruise - Missione crociera (Tiger Cruise)
- AnnaSophia Robb - Samantha: An American Girl Holiday
- Shailene Woodley - Una nuova casa (A Place Called Home)

#### Giovane attore non protagonista
- Joseph Marrese - La terra del ritorno
- Alexander Conti - Quando gli angeli scendono in città (When Angels Come to Town)
- Zac Efron - Due vite segnate (Miracle Run)
- Brock Everitt-Elwick - The Lost Prince
- Mick Hazen - Plainsong
- Daniel Williams - The Lost Prince

#### Giovane attrice non protagonista
- Olivia Ballantyne - Samantha: An American Girl Holiday
- Genevieve Buechner - Peccati di famiglia (Family Sins)
- Bianca Collins - Tiger Cruise - Missione crociera (Tiger Cruise)
- Dani Goldman - The Kids Who Saved Summer
- Miriam McDonald - She's Too Young

### Miglior performance in una serie televisiva (Commedia o drammatica)

#### Giovane attore protagonista
- Jack DeSena - All That
- Logan Lerman - Jack & Bobby
- Tyler Hoechlin - Settimo cielo (7th Heaven)
- Jamie Johnston - Una nuova vita per Zoe (Wild Card)
- Malcolm David Kelley - Lost
- Jesse McCartney - Summerland
- Romeo Miller - Romeo!
- Adamo Ruggiero - Degrassi: The Next Generation

#### Giovane attrice protagonista
- Kay Panabaker - Summerland
- Andrea Bowen - Desperate Housewives
- Alyson Michalka - Phil dal futuro (Phil of the Future)
- Sara Paxton - Darcy's Wild Life
- Scarlett Pomers - Reba
- Emma Roberts - Unfabulous

#### Giovane attore non protagonista
- Jason Dolley - Selvaggi (Complete Savages)
- Noel Callahan - Romeo!
- Oliver Davis - Rodney
- Evan Ellingson - Selvaggi (Complete Savages)
- Aubrey Graham - Degrassi: The Next Generation
- Cody Kasch - Desperate Housewives
- J. Dhylan Meyer - Everwood

#### Giovane attrice non protagonista
- Christina Schmidt - Degrassi: The Next Generation
- Alia Shawkat - Arrested Development - Ti presento i miei (Arrested Development)
- Danielle Bouffard - Doc
- Vivien Cardone - Everwood
- Megan Fox - Hope & Faith
- Sarah Ramos - American Dreams

#### Giovane attore (10 anni o meno)
- Zane Huett - Desperate Housewives
- Ethan Dampf - American Dreams
- Noah Gray-Cabey - Tutto in famiglia (My Wife and Kids)
- Mitch Holleman - Reba
- Matthew Josten - Rodney
- Frankie Ryan Manriquez - Una mamma quasi perfetta (Life with Bonnie)

#### Giovane attrice (10 anni o meno)
- Darcy Rose Byrnes - Febbre d'amore (The Young and the Restless)
- Taylor Atelian - La vita secondo Jim (According to Jim)
- Billi Bruno - La vita secondo Jim (According to Jim)
- Conchita Campbell - 4400
- Dee Dee Davis - The Bernie Mac Show
- Jodelle Ferland - Kingdom Hospital
- Kali Majors - E.R. - Medici in prima linea (ER)

#### Giovane attore Guest Star
- Christopher Malpede - Raven (That's So Raven)
- Loren Berman - Senza traccia (Without a Trace)
- Alex Black - CSI: Miami
- Cameron Bowen - Giudice Amy (Judging Amy)
- Cody Estes - NCIS - Unità anticrimine (Navy NCIS)
- Carter Jenkins - Everwood
- Andrew Michaelson - Giudice Amy (Judging Amy)
- Cole Peterson - Oliver Beene

#### Giovane attrice Guest Star
- Alix Kermes - Kevin Hill
- Danielle Churchran - Crossing Jordan
- Jennette McCurdy - Squadra Med - Il coraggio delle donne (Strong Medicine)
- Erica Mer - Medical Investigation
- Katelin Petersen - Giudice Amy (Judging Amy)
- Cassie Steele - Doc
- Tessa Vonn - Codice Matrix (Threat Matrix)
- Aria Wallace - Squadra Med - Il coraggio delle donne (Strong Medicine)

#### Giovane attore ricorrente
- Cameron Monaghan - Malcolm in the Middle
- Spencer Achtymichuk - The Dead Zone
- Oliver Davis - E.R. - Medici in prima linea (ER)
- J. B. Gaynor - The George Lopez Show
- Christopher Gerse - Il tempo della nostra vita (Days of Our Lives)
- Carter Jenkins - Unfabulous
- Austin Majors - NYPD - New York Police Department (NYPD Blue)
- Rory Thost - Phil dal futuro (Phil of the Future)

#### Giovane attrice ricorrente
- Jillian Clare - Il tempo della nostra vita (Days of Our Lives)
- Kay Panabaker - Phil dal futuro (Phil of the Future)
- Alex Rose Steele - Degrassi: The Next Generation
- Scout Taylor-Compton - The Guardian
- Keaton and Kylie Rae Tyndall - Beautiful (The Bold and the Beautiful)
- Brittney Wilson - Romeo!

#### Giovane cast
- Orlando Brown, Kyle Massey, Anneliese van der Pol, Raven-Symoné - Raven (That's So Raven)
- Chelsea Brummet, Ryan Coleman, Lisa Foiles, Christina Kirkman, Shane Lyons, Giovonnie Samuels, Jack DeSena, Jamie Lynn Spears, Kyle Sullivan - All That
- Ryan Cooley, Jake Epstein, Stacey Farber, Aubrey Drake Graham, Miriam McDonald, Adamo Ruggiero, Christina Schmidt, Alex Rose Steele, Cassie Steele, Sarah Barrable Tishauer - Degrassi: The Next Generation
- Jordan Calloway, Bianca Collins, Dustin Ingram, Carter Jenkins, Malese Jow, Emma Roberts, Brandon Mychal Smith, Chelsea Tavares - Unfabulous

### Miglior voce fuori campo

#### Giovane artista
- Tajja Isen - Atomic Betty
- Patrick Alan Dorn - Teacher's Pet
- Spencer Fox - Gli Incredibili - Una "normale" famiglia di supereroi (The Incredibles)
- Taylor Masamitsu - Higglytown Heroes - Quattro piccoli eroi (Higglytown Heroes)
- Matt Weinberg - Il re leone 3 - Hakuna Matata (The Lion King 1½)
- Brittney Wilson - Polly and the Pockets

### Miglior intrattenimento per famiglie

#### Miglior film televisivo o special per famiglie
- Due vite segnate (Miracle Run)
- Plainsong
- Prodigy
- Samantha: An American Girl Holiday
- Il cuore di David (Searching for David's Heart)
- The Winning Season

#### Miglior serie televisiva drammatica per famiglie
- Jack & Bobby
- Settimo cielo (7th Heaven)
- American Dreams
- Summerland

#### Miglior serie televisiva commedia per famiglie
- Reba
- All That
- Selvaggi (Complete Savages)
- Darcy's Wild Life
- Rodney
- Still Standing

#### Miglior cortometraggio interpretato da giovani
- Chasing Daylight
- Samantha's Art
- 17 Inch Cobras
- Swan Dive

#### Miglior film internazionale
- In Oranje - Paesi Bassi
- The Blue Butterfly - Canada
- Les choristes - I ragazzi del coro (Les Choristes) - Francia
- Le chiavi di casa - Italia
- Yesterday - Sudafrica

#### Miglior film d'animazione per famiglie
- Gli Incredibili - Una "normale" famiglia di supereroi (The Incredibles)
- Mucche alla riscossa (Home on the Range)
- Shrek 2
- SpongeBob - Il film (The SpongeBob SquarePants Movie)

#### Miglior film commedia o musical per famiglie
- Fuga dal Natale (Christmas with the Kranks)
- Jersey Girl
- Lemony Snicket - Una serie di sfortunati eventi (Lemony Snicket's A Series of Unfortunate Events)
- Il fantasma dell'Opera (The Phantom of the Opera)
- Sleepover
- Spanglish - Quando in famiglia sono in troppi a parlare (Spanglish)

#### Miglior film drammatico per famiglie
- Neverland - Un sogno per la vita (Finding Neverland)
- Tre ragazzi e un bottino (Catch That Kid)
- Friday Night Lights
- La mia vita a Garden State (Garden State)
- In Good Company
- Il mistero dei Templari - National Treasure (National Treasure)

## Premi speciali

### Outstanding Young Rock Musician
- Antonio Pontarelli - Rock Violinist (California)

### Outstanding Young Entertainment Journalist
- Angela Riccio - Journalist / Feature Writer

### Outstanding Young Performance in Theater
- Darian Weiss - Auntie Mame

### Outstanding Young Ensemble in a New Medium

#### Young Motion Performance Capture and Voice Artists
- Jimmy Bennett, Josh Hutcherson, Dante Pastula, Daryl Sabara, Dylan Cash, Connor Matheus, Isabella Peregrina, Evan Sabara, Ashly Holloway, Hayden McFarland, Jimmy 'Jax' Pinchak, Chantel Valdivieso - Polar Express

### Jackie Coogan Award

#### Contribution to Youth Through Motion Pictures
- Polar Express

### Michael Landon Award

#### Contribution to Youth Through Television
- Raven-Symoné - Raven (That's So Raven)